# Podborze (Radkowice)
Podborze – część wsi Radkowice w Polsce, położona w województwie świętokrzyskim, w powiecie starachowickim, w gminie Pawłów.
W latach 1975–1998 Podborze administracyjnie należało do województwa kieleckiego.